# Chantal N'Guyen
Chantal N'Guyen est une coureuse cycliste française.

## Carrière sportive
Chantal N'Guyen remporte les championnats de France de cyclisme sur route en 1968 à Port-de-Bouc, devant Jacky Barbedette.